# Прахны
Прахны  — упразднённое село в Ершовской волости Псковского района Псковской области России. Год упразднения неизвестен.

## География
Расположена на юге деревни Конечек, в 8 км к северо-западу от Пскова, в 5 км к юго-востоку от волостного центра Ершово. В XIX-XX веке на картах обозначена как Прахнова (затем Прахны/Прохны), между деревнями Богданово/Богданова и Конечик, возле селений Маркова (позднее Марково Клюй / Марковы Клюй), Кривовицы.

## История
Пахнова встречается на плане генерального межевания Псковского уезда 1785 года. Пахнова, соседние Богданова, Кривовицы, Маркова Клюй упоминаются на карте Псковского уезда 1838 года
В годы Великой Отечественной войны была под фашистской оккупацией. Бои за освобождение проходили в марте 1944 года.

## Инфраструктура
В соседних Кривовицах сохранилась Церковь Ильи Пророка. (XVI в.; колокольня 1845 г.) Памятник истории и культуры (Постановление Совета Министров РСФСР № 624 от 4 декабря 1974 г.).

## Транспорт
Вблизи автодороги Псков—Гдов.